# 610
610 (DCX) fue un año común comenzado en jueves del calendario juliano, en vigor en aquella fecha.

## Acontecimientos
- 4 de octubre: Heraclio llega a Constantinopla, vence al emperador bizantino Focas y se le sucede como emperador.
- Mahoma empieza a predicar una nueva religión: el Islam. Tradicionalmente se considera este año como el de la primera experiencia profética de Mahoma. Tiene una visión del arcángel Gabriel.[1]
- Gundemaro sucede a Witerico como rey visigodo.
- El proceso de crear papel es llevado desde China a Japón por el monje budista Dam Jing.
- Los serbios comienzan a asentarse en los Balcanes.

## Nacimientos
- Égica, rey visigodo.

## Fallecimientos
- Focas: emperador bizantino.
- Witerico: rey visigodo.